# Prethopalpus brunei
Espèce
Prethopalpus brunei est une espèce d'araignées aranéomorphes de la famille des Oonopidae.

## Distribution
Cette espèce est endémique de Bornéo. Elle se rencontre au Brunei et en Malaisie au Sarawak et au Sabah.

## Description
Le mâle holotype mesure 1,23 mm.

## Étymologie
Son nom d'espèce lui a été donné en référence au lieu de sa découverte, le Brunei.

## Publication originale
- Baehr, Harvey, Burger & Thoma, 2012 : The new Australasian goblin spider genus Prethopalpus (Araneae, Oonopidae). Bulletin of the American Museum of Natural History, no 369, p. 1-113 (texte intégral).